# 三格 (棟鄂氏)
三格（穆麟德轉寫：sangge，？—1758年），諡剛勇，董鄂氏，滿洲正白旗人，清朝軍事將領。

## 生平
早年自諸生，乾隆二年，授藍翎侍衛，后升任二等侍衛。乾隆十八年，任鑲白旗蒙古副都統，次年改三姓副都統、黑龍江副都統。乾隆帝命將索倫、巴爾呼三千部队，佐參贊大臣策楞出西路，為領隊大臣。后策楞因胆怯被逮捕，三格亦被连坐夺職。乾隆二十一年，再任正白旗蒙古副都統、攻呼爾璊台吉賽音伯勒克等，獲勝授予三等輕車都尉世職。乾隆二十二年，定邊將軍成袞扎布令其逐捕扎那噶爾布，未能成功。同年秋，大軍抵達博羅和羅，遇叛黨額林沁達瓦等百餘戶，三格與之交戰。恰布魯古特台吉琿齊、呼爾璊台吉達瓦斬殺扎那噶爾布，假裝投降清朝，并請招額林沁達瓦，三格親信此事后率師歸還，琿齊等遂逃跑。后因此事連坐被奪職，削世職，以兵伍自效。乾隆二十三年，大軍抵達葉爾羌，被敵軍包圍，其與高天喜、鄂實、特通額一同阵亡，乾隆帝仍視其副都統职賜卹，諡剛勇。次年，予騎都尉兼雲騎尉世職，回部平定后，圖形紫光閣。